# Oliver Obolgogiani
Oliver Obolgogiani (* 27. Juli 1990 in Espoo) ist ein georgisch-finnischer Eishockeyspieler, der seit 2020 bei Viikingit in der viertklassigen finnischen II-divisioona spielt.

## Karriere
Oliver Obolgoggiani, der als Sohn georgischstämmiger Eltern im finnischen Espoo geboren wurde, begann seine Karriere in der Nachwuchsabteilung von Kiekko-Vantaa, wo er sämtliche Juniorenmannschaften durchlief. Mit zwanzig Jahren unterbrach er zunächst seine Karriere. 2016 schloss er sich in Georgien den Grey Wolves Tbilisi aus der georgischen Eishockeyliga an. 2018 kehrte er in sein Geburtsland zurück und spielte dort für den HJK Helsinki in der fünftklassigen III-divisioona. 2020 wechselte er in die II-divisioona zu Viikingit.

### International
Sein Debüt für die georgische Nationalmannschaft gab Obolgogiani bei der Weltmeisterschaft der Division III 2018. Neben der besten Plus/Minus-Bilanz erzielte er in fünf Spielen acht Tore und sechs Vorlagen und war damit sowohl zweitbester Torschütze, als auch zweitbester Scorer des Turniers, jeweils hinter seinem Landsmann Aleksandre Schuschunaschwili und wurde auch zum besten Spieler seiner Mannschaft gewählt. Damit trug er maßgeblich zum erstmaligen Aufstieg der Georgier in die Division II bei. Dort spielte er bei den Weltmeisterschaften 2019, 2022, 2023 und 2024. Zudem vertrat er seine Farben bei der Olympiaqualifikation für die Winterspiele in Mailand 2026.

## Erfolge und Auszeichnungen
- 2018 Aufstieg in die Division II, Gruppe B, bei der Weltmeisterschaft der Division III
- 2018 Beste Plus/Minus-Bilanz bei der Weltmeisterschaft der Division III
- 2022 Aufstieg in die Division II, Gruppe A, bei der Weltmeisterschaft der Division II, Gruppe B